# Découvertes scientifiques simultanées
Un certain nombre de découvertes scientifiques ont eu lieu en plusieurs endroits à une date proche sans que les chercheurs n'aient connaissance des travaux respectifs de l'autre.

## Liste non exhaustive
- 1669 et 1674 : controverse sur la paternité du calcul infinitésimal entre Leibniz et Newton, qui s'appuient tous les deux sur les travaux de Fermat (1636).
- 1811 et 1814, Amedeo Avogadro puis André-Marie Ampère établissent indépendamment la loi d'Avogadro, l'une des lois des gaz parfaits.
- 1820 : Bernard Bolzano et Augustin Louis Cauchy publient séparément des travaux dans lesquels il y a des notions mathématiques identiques abordées, en particulier sur la définition de la continuité d'une fonction et le théorème de convergence[1].
- 1837 : John Bennet Lawes invente le superphosphate en Angleterre, tandis que le docteur James Murray[2] l'invente en parallèle en Irlande.
- 1838–1839 : le télégraphe électrique est inventé par Charles Wheatstone et William Fothergill Cooke[3] en Grande-Bretagne, et par Samuel Morse[4] aux États-Unis.
- 1858 : alors que Charles Darwin a déjà écrit 11 chapitres d'un livre sur la théorie de l'évolution, il reçoit l'ouvrage de Alfred Russel Wallace On the Tendency of Species to form Varieties qui décrit les mécanismes d'une divergence évolutionniste d'espèces par rapport à d'autres semblables à la suite de pressions environnementales. Les thèses présentent des différences mais sont suffisamment proches pour pousser Darwin à publier rapidement L'Origine des espèces, résumé de l'ouvrage initialement prévu.
- 1876 : Elisha Gray et Alexander Graham Bell déposent le même jour un brevet sur l'invention du téléphone.
- 1877 : 
  - Charles Cros présente le paléophone à l'Académie des sciences tandis que Thomas Edison met au point le phonographe en même temps aux États-Unis ;
  - en décembre, par deux procédés différents, Louis Paul Cailletet en France et Raoul Pictet en Suisse obtiennent à quelques jours d'intervalle les premières gouttes d'oxygène liquide[5].
- 1886 : l'ingénieur américain Charles Martin Hall et le physicien français Paul Héroult découvrent simultanément le principe de production de l'aluminium par électrolyse.
- 1905 : la relativité restreinte est attribuée à Albert Einstein, à la suite des travaux de Henri Poincaré. Voir Controverse sur la paternité de la relativité.
- 1905 : Nettie Stevens et Edmund Beecher Wilson découvrent indépendamment le rôle joué par le chromosome Y dans la détermination du sexe.
- 1916 : les élèves de Ferdinand de Saussure publient de façon posthume son Cours de linguistique générale, et en 1921, Ludwig Wittgenstein publie Tractatus logico-philosophicus en Allemagne, qui explorent toutes deux les racines de la sémiologie. Par la suite, Charles Sanders Peirce ne s'appuiera que sur les travaux du premier.
- 1947 : le 23 décembre, John Bardeen, William Shockley et Walter Brattain, chercheurs des Laboratoires Bell, inventent le transistor. En juin 1948, Herbert Mataré et Heinrich Welker inventent en France pour la Compagnie des freins et signaux à Paris le transistron. Lorsqu'ils déposent le brevet le 13 août 1948, une enquête montre qu'ils ne se sont pas appuyés sur les travaux américains.
- 1953 : aux États-Unis, Charles Townes, et en Union soviétique, Alexandre Prokhorov et Nikolaï Bassov, inventent le maser, prémisse du laser.
- 1955 et 1960 : deux vaccins contre la poliomyélite sont mis au point, l'un en Russie, l'autre à l'institut Pasteur.
- 1974 : le méson PSI est découvert indépendamment par Burton Richter et Samuel Ting. Ils seront d'ailleurs colauréats du prix Nobel de physique de 1976.